# Air Transport Action Group
Le Groupe d'action du transport aérien ou Air Transport Action Group (ATAG) est une coalition d'organisations et d'entreprises du secteur aérien, réfléchissant notamment aux problèmes de développement durable et développant des solutions pour surmonter les problèmes de capacité de cette industrie. Son slogan est « Commercial aviation speaking with one voice ».
En 2016, l'ATAG, qui représente toute l’industrie du transport aérien, présente son plan d’actions qui vise une réduction des émissions de CO2 de 50 % entre 2005 et 2050.